# Hallucinations collectives 2015
Le festival des Hallucinations collectives 2015 est la huitième édition des Hallucinations collectives.

## Déroulement et faits marquants
La huitième édition a eu lieu du mardi 31 mars au lundi 6 avril 2015,.
Le thème de cette édition est Seconde humanité. La carte blanche est accordée au réalisateur français Christophe Gans. Un nouveau prix est créé : le prix Petit Bulletin, décerné par l'équipe de cet hebdomadaire culturel.

### Projections
| Titre                                                                        | Réalisateur(s)                  | Année            | Pays             |
| Film d'ouverture                                                             | Film d'ouverture                | Film d'ouverture | Film d'ouverture |
| ---------------------------------------------------------------------------- | ------------------------------- | ---------------- | ---------------- |
| Beauty (10 min)                                                              | Rino Stefano Tagliafierro       | 2014             | Italie           |
| Partisan (en compétition long métrage)                                       | Ariel Kleiman                   | 2015             | Australie        |
| Longs métrages en compétition                                                |                                 |                  |                  |
| Spring                                                                       | Justin Benson et Aaron Moorhead | 2014             | États-Unis       |
| Shrew's Nest (Musarañas)                                                     | Juanfer Andrés et Esteban Roel  | 2014             | Espagne          |
| Blind                                                                        | Eskil Vogt                      | 2014             | Norvège          |
| The Duke of Burgundy                                                         | Peter Strickland                | 2015             | Royaume-Uni      |
| Dealer                                                                       | Jean-Luc Herbulot               | 2014             | France           |
| Goodnight Mommy                                                              | Veronika Franz et Severin Fiala | 2014             | Autriche         |
| Courts métrages en compétition                                               |                                 |                  |                  |
| Sale Gueule (16 min)                                                         | Alain Fournoier Reeder          | 2014             | Canada           |
| The Boy with a Camera for a Face (14 min)                                    | Spencer Brown                   | 2013             | Royaume-Uni      |
| Autogrill (5 min)                                                            | Théophile Gibaud                | 2014             | France           |
| How to Make a Nightmare (9 min)                                              | Noah Aust                       | 2014             | États-Unis       |
| Tiger (12 min)                                                               | Jacob Chelkowski                | 2014             | Pologne          |
| Symphony no. 42 (10 min)                                                     | Reka Bucsi                      | 2014             | Hongrie          |
| Beach Week (18 min)                                                          | David Raboy                     | 2014             | États-Unis       |
| Tempête sur Anorak (14 min)                                                  | Paul Cabon                      | 2014             | France           |
| Nouvelle Humanité                                                            |                                 |                  |                  |
| L'Île du docteur Moreau (Island of Lost Souls)                               | Erle C. Kenton                  | 1932             | États-Unis       |
| Meurtres sous contrôle (God Told me to)                                      | Larry Cohen                     | 1976             | États-Unis       |
| Scanners                                                                     | David Cronenberg                | 1981             | Canada           |
| Tetsuo II: Body Hammer                                                       | Shin'ya Tsukamoto               | 1992             | Japon            |
| Italie, Mère de tous les Bis…                                                |                                 |                  |                  |
| Cannibal Holocaust                                                           | Ruggero Deodato                 | 1980             | Italie           |
| Rabid Dogs (Cani Arrabbiati)                                                 | Mario Bava                      | 1974             | Italie           |
| Femina Ridens                                                                | Piero Schivazappa               | 1969             | Italie           |
| Le Venin de la peur (Una Lucertola con la Pelle di Donna)                    | Lucio Fulci                     | 1971             | Italie           |
| Soirée Japanime : l’animation sans concession                                |                                 |                  |                  |
| Jin-Roh, la brigade des loups (Jin-Roh)                                      | Hiroyuki Okiura                 | 2000             | Japon            |
| Perfect Blue                                                                 | Satoshi Kon                     | 1997             | Japon            |
| Documentaire                                                                 |                                 |                  |                  |
| Lost Soul: The Doomed Journey of Richard Stanley's Island of Dr. Moreau (en) | David Gregory                   | 2014             | États-Unis       |
| Cabinet de curiosités                                                        |                                 |                  |                  |
| Siège (Self Defense)                                                         | Paul Donovan et Maura O'Connell | 1983             | Canada           |
| Bijou (Miracle Mile)                                                         | Wakefield Poole                 | 1972             | États-Unis       |
| L'Homme qui voulait savoir (Spoorloos)                                       | George Sluizer                  | 1988             | Pays-Bas- France |
| Carte blanche à Christophe Gans                                              |                                 |                  |                  |
| Hitokiri, le châtiment (Hitokiri)                                            | Hideo Gosha                     | 1969             | Japon            |
| La Chute du faucon noir (Black Hawk Down)                                    | Ridley Scott                    | 2002             | États-Unis       |
| Les Frissons de l'angoisse (Profondo Rosso)                                  | Dario Argento                   | 1975             | Italie           |
| Film de clôture                                                              |                                 |                  |                  |
| Tokyo Tribe                                                                  | Sion Sono                       | 2014             | Japon            |

### Prix
- Compétition longs métrages :
  - Grand prix du festival (prix du public) : Goodnight Mommy de Veronika Franz et Severin Fiala ;
  - Prix Petit Bulletin : Spring de Justin Benson et Aaron Moorhead.
- Grand prix courts métrages (prix du public) : The Boy with a Camera for a Face de Spencer Brown.